# Опорець
Опоре́ць — село в Україні, у Стрийському районі Львівської області. Населення становить 800 осіб. Орган місцевого самоврядування — Славська селищна рада.

## Географія
Село розташоване на крайньому півдні Львівської області у Сколівських Бескидах, на висоті 706 м над рівнем моря, у долині річки Опір, від якої Опорець і отримав свою назву. На північному сході переходить в село Лавочне. На південному заході від Опорця розташований Воловецький перевал та Бескидський тунель, який сполучає населений пункт з Закарпаттям.
На західній стороні від села потік Писарівка впадає у річку Опір.

## Історія
Засноване князем Константином Василієм Острозьким, який у 1591 році видав відповідний фундаційних акт.

## Населення
Згідно з переписом УРСР 1989 року чисельність наявного населення села становила 966 осіб, з яких 466 чоловіків та 500 жінок.
За переписом населення України 2001 року в селі мешкали 1033 особи.

### Мова
Розподіл населення за рідною мовою за даними перепису 2001 року:
| Мова       | Відсоток |
| ---------- | -------- |
| українська | 99,52 %  |
| російська  | 0,29 %   |

## Інфраструктура
В селі функціонує загальноосвітня школа I—II ступенів, народний дім «Просвіта», фельдшерсько-акушерський пункт, магазин та бар.
Мешканці села займаються здебільшого скотарством.
Поблизу села розташовані залізнична станція Бескид та зупинний пункт Опорець, які дають змогу безперешкодно дістатись до Сколього, Стрия, Сваляви чи Мукачевого. Автомобільне сполучення з селом ускладнене: центральна дорога (вул. Шевченка) неасфальтована, частково бетонована.

## Церква Здвиження
В селі Опорець розташована церква Здвиження та її дзвіниця — пам'ятки традиційної бойківської архітектури під № 518/1 та № 518/2. Тризрубна церква збудована в 1844 році зі смерекових брусів майстром Михайлом Билинем з села Хітар на кошти німецьких баронів Гредлів зі Сколього.

## Пам'ятники
| Назва                                                                     | Розташування                                      | Дата встановлення | Фото              | Короткі відомості |
| Борцям за волю України, меморіал                                          | по вул. Шевченка, неподалік залізничної платформи |                   | [[Файл:\|125пкс]] | Меморіал являє собою мармуровий хрест зі скульптурою Матері Божої на підвищенні, під куполом, увінчаним хрестом. З трьох боків від скульптури розташовані мармурові плити з написами: «1940-і—1950-і рр. Загинули за Волю України в лавах УПА» (всього перелічено 10 осіб), «1939-1956. Вони померли в московських концтаборах, щоб воскресла Україна» (понад 25 осіб) та «1939-1945. Полягли на війні» (понад 12 осіб). Вгору до скульптурної композиції ведуть сходи. Пагорб з меморіалом обгороджений подвійною огорожею (зовнішня — дерев'яна, внутрішня — металева); обабіч підвищення — державний прапор на флагштоку. |
| Радянським воїнів, загиблих у роки Другої Світової Війни, братська могила | по вул. Шевченка, біля сільської ради             |                   | [[Файл:\|125пкс]] | На постаменті напис: «Вічна слава односельчанам, які загинули за радянську нашу Батьківщину. 1941—1945 рр.» На кам'яній плиті над похованням викарбувані імена близько 15 солдат; станом на серпень 2015 року плита перебуває у жалюгідному стані (розколота і поросла травою). |

## Відомі мешканці

### Народились
- Вітів Анатолій Миколайович — український політичний діяч, народний депутат України, член ВО «Свобода».

## Фотогалерея

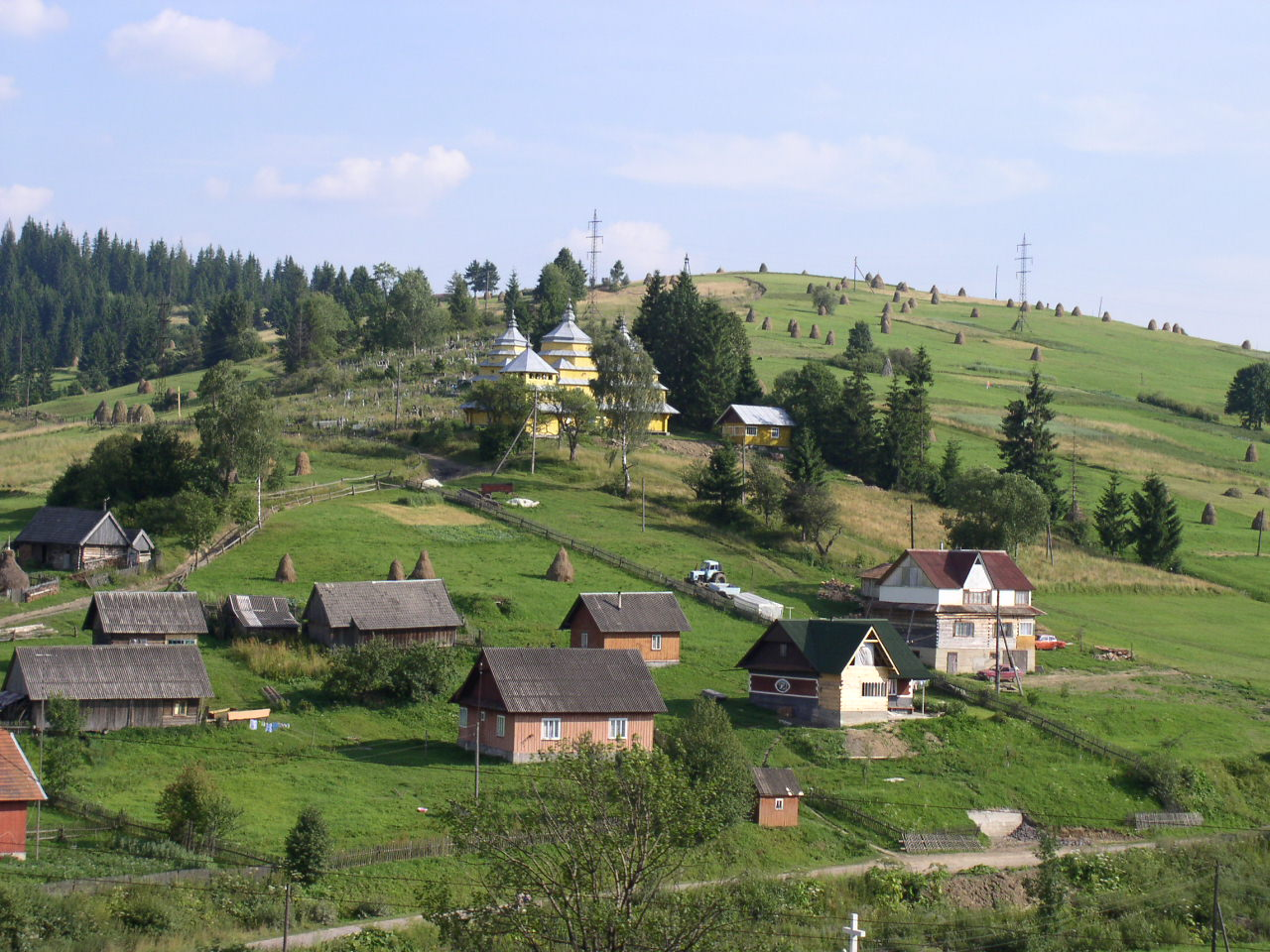
Ландшафт села
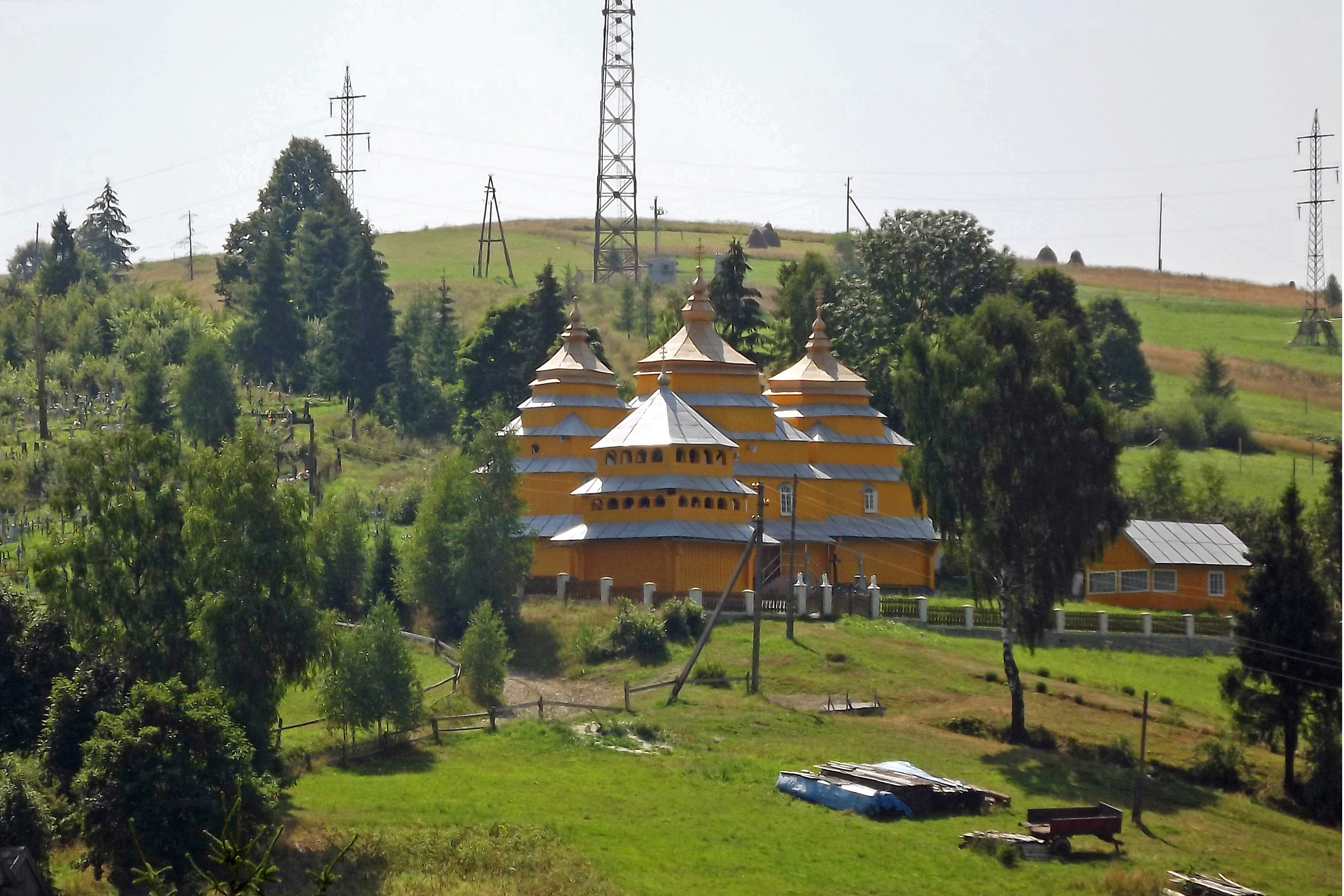
Церква Здвиження (1844)
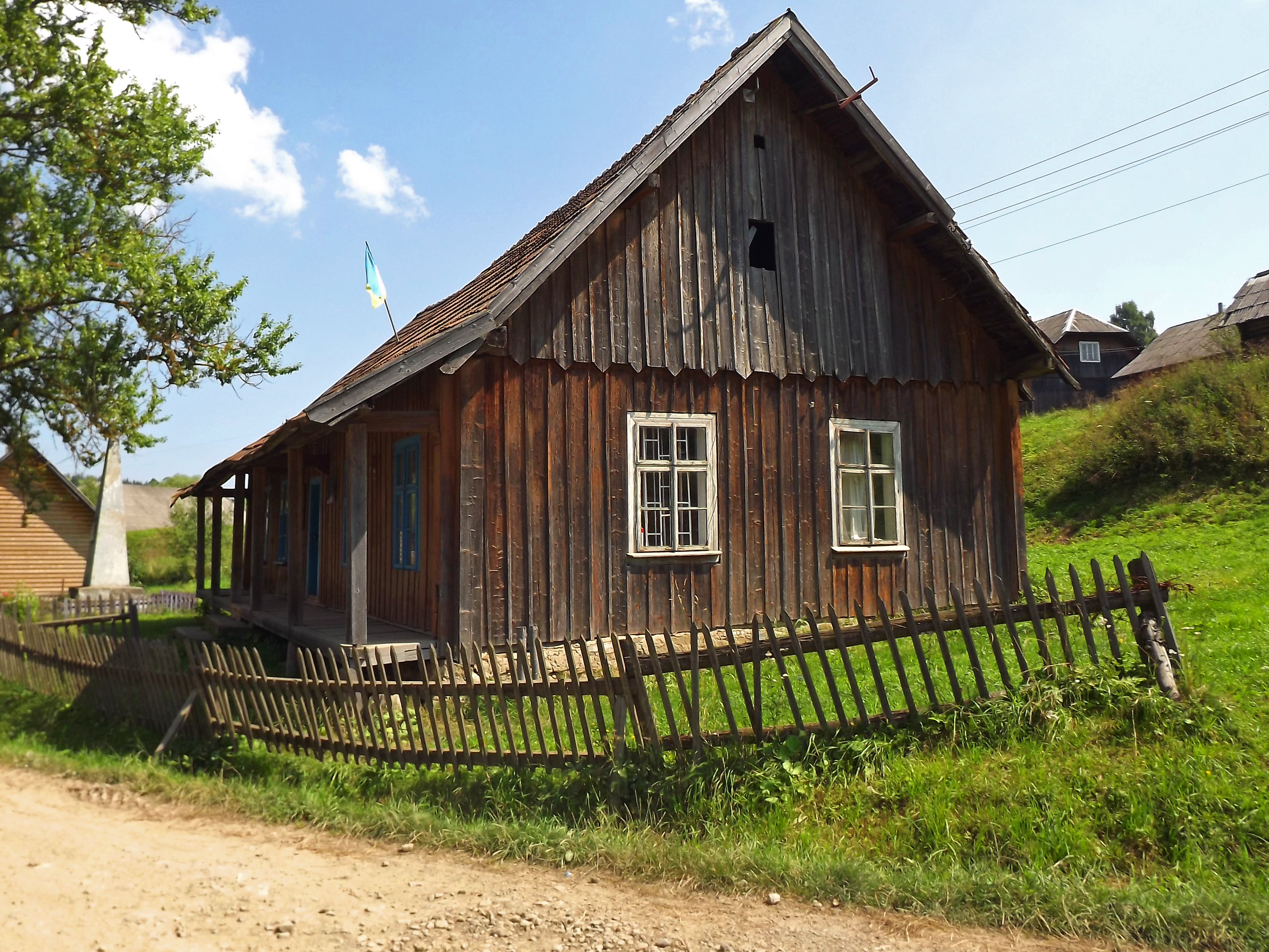
Опорецька сільська рада
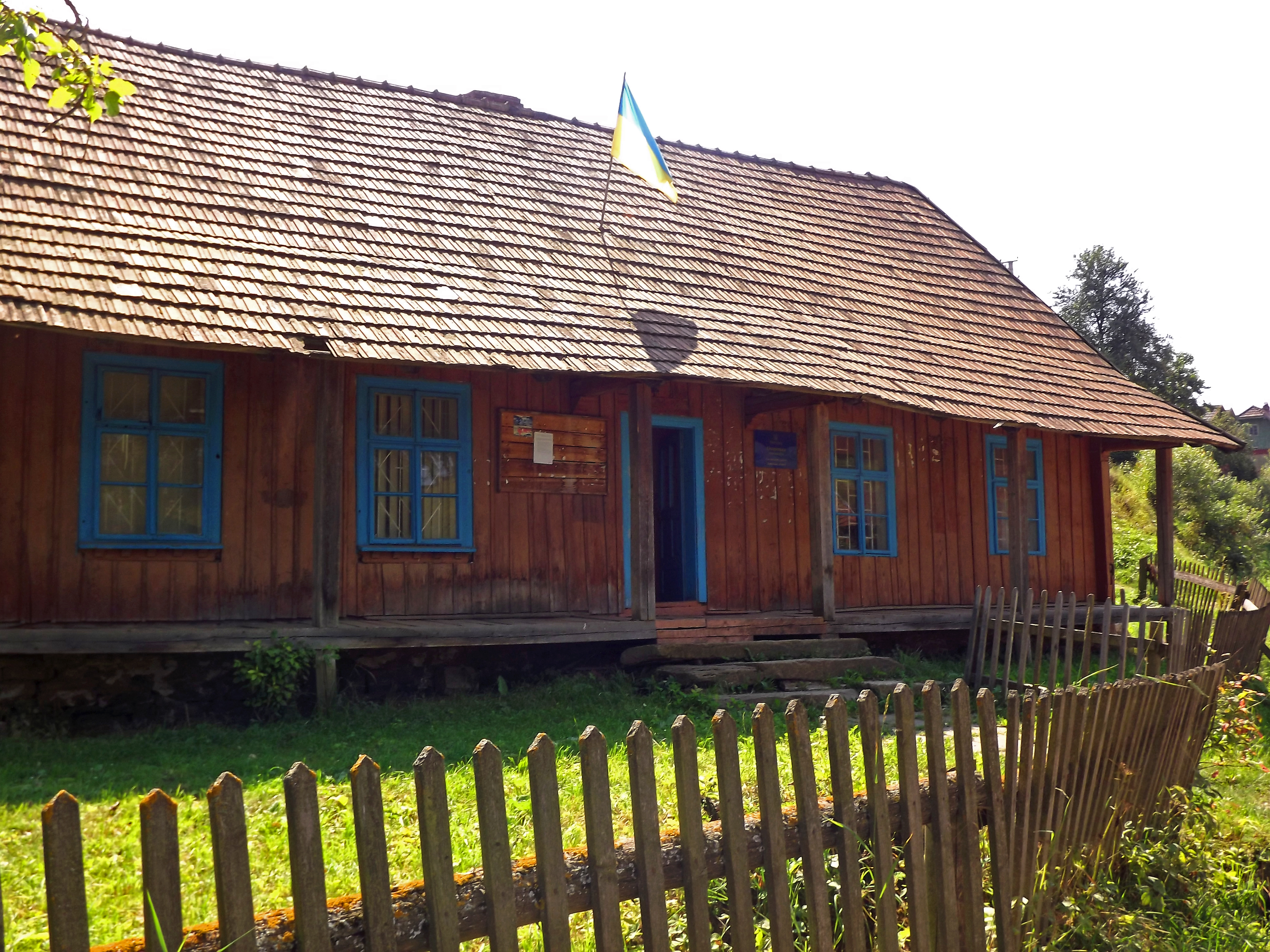
Опорецька сільська рада
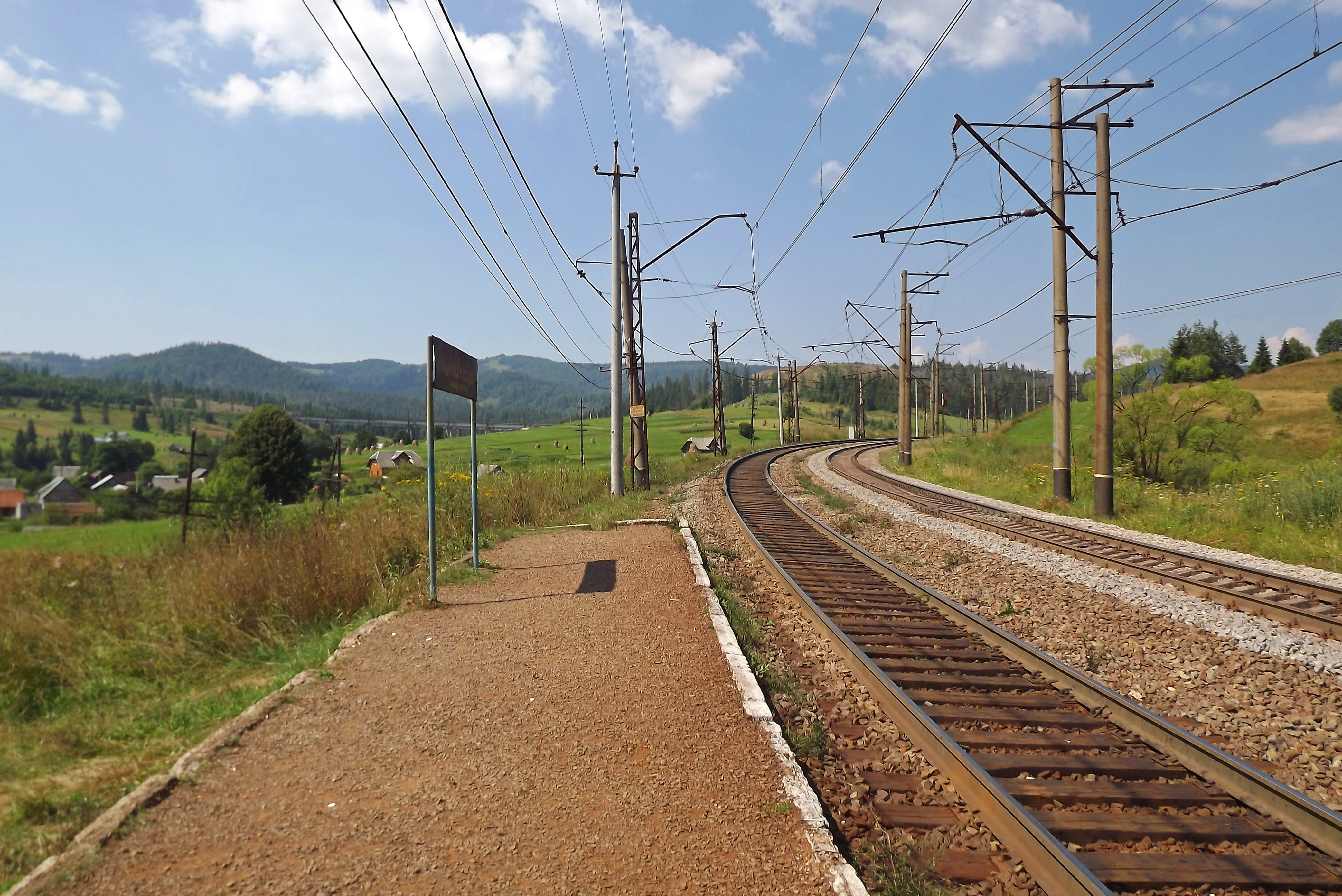
Опорець (зупинний пункт)